# Фехаїд Аль-Діхані
Фехаїд Аль-Діхані  (11 жовтня 1966) — кувейтський стрілець і офіцер Кувейтських збройних сил, олімпійський чемпіон та медаліст. Єдиний кувейтський чемпіон та медаліст Олімпійських ігор.
Оскільки Міжнародний олімпійський комітет відсторонив Кувейт від Олімпіади в Ріо, Фехаїд Аль-Діхані представляв на цих Іграх команду незалежних атлетів і виборов золоту олімпійську медаль.

## Виступи на Олімпіадах
| Олімпіада           | Дисципліна        | Місце |
| ------------------- | ----------------- | ----- |
| Барселона 1992      | комбінований трап | =29   |
| Атланта 1996        | траншейний стенд  | =20   |
| Атланта 1996        | дубль-трап        | =10   |
| Сідней 2000         | дубль-трап        | 3     |
| Афіни 2004          | дубль-трап        | 8     |
| Лондон 2012         | траншейний стенд  | 3     |
| Лондон 2012         | дубль-трап        | 4     |
| Ріо-де-Жанейро 2016 | дубль-трап        | 1     |